# Embsbøl-Horsbøl
Embsbøl-Horsbøl (dansk), Emmelsbüll-Horsbüll (tysk) eller Ämesbel-Hoorbel (nordfrisisk) er en kommune bestående af Emsbøl og Horsbøl i det nordvestlige Sydslesvig og tæt ved den dansk-tyske grænse. Administrativt hører kommunen under Nordfrislands kreds i den nordtyske delstat Slesvig-Holsten. Kommunen samarbejder på administrativt plan med andre kommuner i omegnen i Sydtønder kommunefællesskab (Amt Südtondern).

## Historie
Horsbøl dukker første gang op i 1231 i kong Valdemars Jordebog. Byen var i middelalderen hovedby i Horsbøl Herred (nu Vidingherred). I den danske periode hørte landsbyen under henholdsvis Embsbøl og Horsbøl sogne (Viding Herred).
Den nuværende kommune Embsbøl-Horsbøl blev dannet ved en kommunalreform i 1974 ved en sammenlægning af Embsbøl og Horsbøl. Kommunen samarbejder på administrativt plan med andre kommuner i Sydtønder kommunefællesskab (Amt Südtondern). Til kommunen hører også boområderne Benninghusum (tysk Benninghusum, nordfrisisk Bäninghüsem), Didersbøl (tysk Diedersbüll, nordfrisisk Tiirsbel), Ny Horsbøl (tysk Neuhorsbüll, nordfrisisk Naihoorbel) og Sydvesthjørne (tysk Südwesthörn).
Kommunen er præget af landbrug, turisme og flere vindkraftværker.

## Galleri
- Embsbøl Kirke
- Kirken i Horsbøl (Vor Frue Kirke)
- Badestedet Sydvesthjørne ved højvande